# 圣莫里斯-德卡兹维埃耶
圣莫里斯-德卡兹维埃耶（法語：Saint-Maurice-de-Cazevieille，法語發音：[sɛ̃ moʁis də kazvjɛj]）是法国加尔省的一个市镇，属于阿莱斯区。该市镇总面积13.15平方公里，2009年时的人口为653人。

## 人口
圣莫里斯-德卡兹维埃耶人口变化图示